# Gumaga nigra
Gumaga nigra is een schietmot uit de familie Sericostomatidae. De soort komt voor in het Oriëntaals en het Palearctisch gebied.